# 高津幸央
高津 幸央（たかつ ゆきお、1971年11月 - ）は日本の男性アニメーター。主に、作画監督演出を手掛ける。
ゲームのオープニング映像を多く手掛ける。
アニメーターの他、キャラクターデザイナー、イラストレーターとしても活躍中。

## 作品リスト

### テレビアニメ
- 魔術士オーフェン Revenge（作画監督）
- 快傑蒸気探偵団 TV ANIMATION SERIES（作画監督）
- ゴクドーくん漫遊記（作画監督）
- カレイドスター（作画監督）
- カレイドスター 新たなる翼（作画監督）
- 爆裂天使（作画監督）
- だぁ!だぁ!だぁ!（作画監督）
- ナースエンジェルりりかSOS（原画）
- キン肉マン　キン肉星王位争奪編（原画）
- 魔法陣グルグル（原画）
- 好きなものは好きだからしょうがない!!（作画監督）
- 彼氏彼女の事情（原画）
- テニスの王子様（ED第1期原画&作画監督、作画監督補）
- フルメタル・パニック!（作画&原画）
- HELLSING（作画監督補佐）
- はれときどきぶた（原画）
- スクールランブル 二学期（原画）
- サクラ大戦TV（原画）
- N・H・Kにようこそ!（ED第1期原画）
- SAMURAI GIRL リアルバウトハイスクール（OP原画）
- ルパン三世 ロシアより愛をこめて （動画）
- 強殖装甲ガイバー（原画）
- スーパービックリマン（動画）
- ブラスレイター（原画）
- SAMURAI 7（原画）
- がぁーでぃあんHearts ぱわ～あっぷ!（サブキャラクターデザイン）
- ゲートキーパーズ（作画監督）
- LAST EXILE（原画）
- 機神咆吼デモンベイン（原画）
- ダーティペアFLASH2（原画）
- よんでますよ、アザゼルさん（原画）
- WOLF'S RAIN（原画）
- うた∽かた（原画）
- 吸血姫美夕（原画）
- 偽物語（オープニングディレクター・絵コンテ・演出・作画監督）
- 恋物語（オープニングディレクター・絵コンテ・演出・作画監督）
- 憑物語（オープニングディレクター・絵コンテ・演出・作画監督）
- 終物語（オープニングディレクター・絵コンテ・演出・作画監督・撮影）
- 3月のライオン（第2シリーズエンディング）

### OVA
- 破妖の剣-漆黒の魔性（動画）
- 新・湘南爆走族 荒くれナイト2 死神たちの公道レース 第二章（原画）
- グッドモーニング・コール（原画）
- 時空異邦人KYOKO ちょこらにおまかせ!（原画）
- 機神咆吼デモンベイン（作画監督補佐/プロップデザイン/3Dレイアウト/絵コンテ）
- こえでおしごと!（OP原画）

### 劇場アニメ
- 劇場版テニスの王子様 跡部からの贈り物 君に捧げるテニプリ祭り（原画）

### ゲーム
- Riviera 〜約束の地リヴィエラ〜（キャラクターデザイン）
- ヴィオラートのアトリエ 〜グラムナートの錬金術士2〜（アニメーション演出&作画監督）
- アルトネリコ 世界の終わりで詩い続ける少女（アニメパート）
- アルトネリコ2 世界に響く少女たちの創造詩
- ペルソナ3（ムービー監督）
- ルーンファクトリー -新牧場物語-
- ルーンファクトリー フロンティア（演出・絵コンテ・作画監督）
- NARUTO -ナルト- うずまき忍伝
- Sentinel - センチネル - ※18禁
- BAROQUE（OPディレクター）
- ユグドラ・ユニオン（監督・絵コンテ・演出）
- スティールプリンセス〜盗賊皇女〜
- 聖剣のフェアリース（監督・演出・作画監督・第一原画） ※18禁
- ナイツ・イン・ザ・ナイトメア
- シャイニング・ハーツ
- グングニル -魔槍の軍神と英雄戦争-
- 探偵オペラミルキィホームズ（最終話オープニングディレクター）
- アーシャのアトリエ 〜黄昏の大地の錬金術士〜（オープニングディレクター・絵コンテ・演出・作画監督）
- グロリア・ユニオン（オープニングディレクター・絵コンテ・演出・作画監督）
- 禁忌のマグナ（オープニングディレクター・絵コンテ・演出・作画監督）

### その他
- LES FOURMIS ROUGE 高津幸央版画集
- パチスロ化物語（「Surely」ムービーディレクター）
- Riviera ～約束の地リヴィエラ～ prelude disc（壁紙イラスト）
- Riviera ～約束の地リヴィエラ～ Epilogue Disc（壁紙イラスト）